# Budawangia gnidioides
Budawangia es un género con una especies de plantas fanerógamas perteneciente a la familia Ericaceae. Su única especie: Budawangia gnidioides, es originaria de Australia.

## Taxonomía
Budawangia gnidioides fue descrita por (Summerh.) I.Telford y publicado en Telopea 5: 231. 1992.
Sinonimia
- Rupicola gnidioides Summerh.[3]